# Elano Blumer
Elano Ralph Blumer (Iracemapolis, 14. lipnja 1981.), poznatiji kao Elano, umirovljeni je brazilski nogometaš. Najpoznatiji je po izvođenju kaznenih udaraca koje je vrlo rijetko promašivao.

## Rana karijera
Elano je svoju nogometnu karijeru započeo u Guarani of Campinas, u državi São Paulo. Nakon što je kratko odigrao u klubu Inter Limeira, pridružio se nogometnom klubu Santos (klubu u kojem je igrao slavni Pelé) gdje su mu suigrači bili Robinho, Diego i Alex. Elano je uskoro dobio reputaciju talentiranog veznjaka koji često zabija golove koji su njegov klub Santos doveli do naslova brazilskog prvaka 2004. godine. U tri godine koliko je proveo u klubu postigao je 33 pogotka i uspješno prešao u ukrajinski nogometni klub Šahtar Donjeck.

## Šahtar Donjeck
Iako tijekom prve sezone u novom klubu nije redovito igrao, Elano se dokazao kao krucijalni igrač u momčadi, a njegova forma dovela ga je do toga da postane prvi brazilski nogometaš u povijesti koji je zaigrao za brazilsku nogometnu reprezentaciju igrajući u ukrajinskoj ligi. Debi u nogometnoj reprezentaciji ostvario je u utakmici protiv Norveške, 16. kolovoza 2006.

## Manchester City
2. kolovoza 2007. godine nogometni klub Manchester City platio je 8 milijuna Funti za Elana i s njim potpisao četverogodišnji ugovor. Svoj debi za novi klub Elano je ostvario već u prvom kolu Premier lige protiv West Ham Uniteda, ujedno asistirajući za prvi pogodak. 19. kolovoza 2007. igrao je u poznatom Manchesterskom derbiju. Elano nije skrivao oduševljenje novim životom u Manchesteru, opisujući grad kao prelijep i kako mu vrijeme savršeno odgovara za razliku od ukrajinskog. Također je izrazio svoje iznenađenje brzinskim tempom igranja u Premier ligi.
Nosio je dres s brojem 11, kojeg je prije njega nosio Darius Vassell, a koji je od tada nosio dres s brojem 12.
29. rujna 2007. godine Elano je zabio prvi pogodak za City u 3-1 pobijedi nad Newcastle Unitedom. Tome je dodao još dva pogotka 7. listopada 2007., također u 3-1 pobjedi protiv Middlesbrougha - jedan iz igre, a drugi iz slobodnog udarca. Svoju dobru formu nastavio je i u utakmici protiv Birmingham Cityja u kojoj je zabio za pobjedu 1-0, a s iskorištenim kaznenim udarcem također je pridonio pobjedi u ligaškom kupu protiv Bolton Wanderersa. Svoj prvi pogodak u 2008. godini postigao je 2. siječnja u utakmici protiv Newcastle Uniteda. U trećem kolu FA kupa, 16. siječnja, postigao je pobjednički gol protiv West Hama i na taj način odveo Manchester City u daljnji tijek natjecanja. 2. veljače zaradio je peti žuti karton u sezoni u utakmici protiv Arsenala što je značilo da nije mogao igrati u utakmici protiv Manchester Uniteda koju je City dobio s 2-1. Krajem ožujka i početkom travnja Elano je zabio tri jedanaesterca: u 3-1 porazu protiv Birminghama, 2-1 pobjedi protiv Sunderlanda i u pobjedi protiv Boltona u ligaškom kupu.
Njegova igra pred kraj sezone 2007./08. zadovoljavala je tadašnjeg trenera Svena-Gorana Erikssona koji je tvrdio da se "pravi Elano vratio". Elano je dokazao da je mnogostran, igrajući na raznim pozicijama u Manchester Cityju tijekom sezone, uključujući i obrambenu poziciju u 3-1 pobijedi protiv Portsmoutha. Sezonu je završio postigavši pogodak u 8-1 porazu protiv Middlesbrougha posljednjeg dana Premier lige. U svojoj prvoj sezoni u Manchester Cityju sveukupno je postigao 10 golova i imao isto toliko asistencija u svim natjecanjima.
Elano je imao poprilično tihu među-sezonu, više se posvetivši međunarodnim utakmicama. Dobru igru je pokazao u prijateljskoj utakmici protiv AC Milana, 9. kolovoza 2008., stvarajući mnoštvo prilika i igrajući u veznom redu. Svoju dobru formu nastavio je i kasnije, zabivši jedanaesterac u 4-2 porazu protiv Aston Ville. Dva pogotka zabio je u domaćoj 3-0 pobijedi protiv West Ham Uniteda čime se izjednačio na listi najboljih strijelaca lige u tom trenutku s Gabrielom Agbonlahorom. Međutim, nakon povratka Shauna Wrighta-Phillipsa u klub i transfera njegovog kolege iz reprezentacije Robinha, činilo se da će Elano izgubiti dominantnu poziciju u sredini terena na početku sezone 2008./09. U prvoj utakmici koju je Robinho odigrao za klub, a koja je završila porazom 3-1 od Chelsea, Elano je odsjedio na klupi. Trener Mark Hughes postavljao ga je na poziciju lijevog centralnog veznjaka, kako bi povezivao igru Javiera Garrida i Robinha. 2. listopada 2008. godine postigao je pogodak iz slobodnog udarca u utakmici protiv Omonie Nicosie preko koje se Manchester City kvalificirao u kup UEFA. Svoj stopostotni učinak u izvođenju jedanaesteraca potvrdio je u četvrt-finalu kupa UEFE provit Hamburga, 16. travnja 2009., zatim u 4-2 pobijedi protiv West Bromwich Albiona te u 3-1 pobijedi protiv Blackburn Roversa 2. svibnja.

## Galatasaray
Elano je došao u Galatasaray 30. srpnja 2009., potpisavši četverogodišnji ugovor za ovaj turski klub. Na aerodromu ga je dočekalo preko 1300 obožavatelja. Elano je u Galatasarayu nosio dres s brojem 9 koji je prije toga pripadao najpoznatijem turskom igraču Hakanu Sukuru. Prvu utakmicu odigrao je 20. kolovoza 2009. u Europskoj ligi s estonskim klubom Levadia Tallinn, ušavši s klupe u 69. minuti. Prvi pogodak za klub postigao je u domaćoj ligaškoj utakmici protiv Kayserispora 23. kolovoza 2009. zabivši gol s 28 metara. 

## Santos
Elano se vratio u brazilski klub Santos 31. studenog 2010. godine za 2.9 milijuna Eura. U ugovoru također stoji da će Galatasaray dobiti 50% profita u slučaju da Santos proda Elana prije 31. prosinca 2012. u neki drugi klub. 

## Chennaiyin
Od listopada 2014. član je indijskog Chennaiyina, uz mnogobrojne respektabilne inozemne igrače koji su pozvani za premijernu sezonu tamošnje HERO Super lige, s ciljem popularizacije nogometa u zemlji.

## Međunarodna karijera
Elano je za brazilsku nogometnu reprezentaciju debitirao u listopadu 2004. godine. Od tada do danas nastupio je u 45 utakmica i postigao 6 pogodaka. Prva dva pogotka postigao je 2006. godine u prijateljskoj utakmici s Argentinom koja se odigrala 3. rujna, a završila rezultatom 3-0 u korist Brazila. 
2007. godine Elano je s reprezentacijom nastupio na Copa America, igrajući četiri utakmice uključujući i finalnu protiv Argentine u kojoj je asistirao za pogodak prije nego što je zamijenjen zbog ozljede. 
Bivši izbornik brazilske nogometne reprezentacije Dunga često ga je postavljao u srednji red gdje je sudjelovao u kreiranju igre.
19. studenog 2008. godine Elano je postigao pogodak u 6-2 pobijedi protiv Portugala u prijateljskoj utakmici. Svoj šesti međunarodni pogodak postigao je protiv Italije uz asistenciju kolege iz Manchester Cityja Robinha koji je kasnije zabio drugi pogodak za Brazil. U finalu kupa konfederacija 2009. godine asistirao je za pobjednički gol kojeg je postigao Lucio u utakmici protiv SAD-a čime je Brazil ovo natjecanje osvojio po treći put. Od svog debija pa sve do danas, Elano nastupa za brazilsku nogometnu reprezentaciju na mjestu desnog veznog. Veliku većinu golova, upravo je zbog njegovih dobrih asistencija, reprezentacija Brazila zabila iz kornera. 
14. studenog 2009. godine Elano je asistirao za pobjednički pogodak u prijateljskoj utakmici protiv Engleske koja je završila rezultatom 1-0.

### Svjetsko nogometno prvenstvo, Južna Afrika 2010.
15. lipnja 2010. godine Elano je zabio drugi pogodak u prvoj utakmici Svjetskog nogometnog prvenstva u Južnoj Africi protiv Sjeverne Koreje u 72. minuti. Također je postigao pogodak i protiv Obale Bjelokosti u 62. minuti, ali je tek nekoliko minuta nakon postignutog pogotka zamijenjen zbog ozljede nakon snažnog duela. Upravo zbog te ozljede nije igrao do kraja prvenstva.

## Statistika

### Klubovi
| Klub              | Sezona                         | Liga    | Liga   | Kup     | Kup    | Liga kup | Liga kup | Europa  | Europa | Ukupno  | Ukupno |
| Klub              | Sezona                         | Nastupi | Golovi | Nastupi | Golovi | Nastupi  | Golovi   | Nastupi | Golovi | Nastupi | Golovi |
| ----------------- | ------------------------------ | ------- | ------ | ------- | ------ | -------- | -------- | ------- | ------ | ------- | ------ |
| Santos FC         | 2001.                          | 25      | 2      | -       | -      | -        | -        | -       | -      | 25      | 2      |
| Santos FC         | 2002.                          | 24      | 8      | -       | -      | -        | -        | -       | -      | 24      | 8      |
| Santos FC         | 2003.                          | 39      | 8      | -       | -      | -        | -        | -       | -      | 39      | 13     |
| Santos FC         | 2004.                          | 41      | 16     | -       | -      | -        | -        | -       | -      | 41      | 16     |
| Santos FC         | Ukupno                         | 129     | 34     | 0       | 0      | 0        | 0        | 0       | 0      | 129     | 34     |
| Šahtar (Donjeck)  | Ukrajinska prva liga 2004./05. | 13      | 4      | 2       | 0      | -        | -        | 4       | 1      | 19      | 5      |
| Šahtar (Donjeck)  | Ukrajinska prva liga 2005./06. | 25      | 5      | 1       | 0      | -        | -        | 10      | 4      | 36      | 9      |
| Šahtar (Donjeck)  | Ukrajinska prva liga 2006./07. | 11      | 5      | 2       | 1      | -        | -        | 9       | 2      | 22      | 8      |
| Šahtar (Donjeck)  | Ukupno                         | 49      | 14     | 5       | 1      | 0        | 0        | 23      | 7      | 77      | 22     |
| Manchester City   | Premijer liga 2007./08.        | 34      | 8      | 2       | 1      | 2        | 1        | 0       | 0      | 38      | 10     |
| Manchester City   | Premier liga 2008–09           | 28      | 6      | 1       | 0      | 1        | 0        | 12      | 2      | 42      | 8      |
| Manchester City   | Ukupno                         | 62      | 14     | 3       | 1      | 3        | 1        | 12      | 2      | 80      | 18     |
| Galatasaray SK    | Turska prva liga 2009./10.     | 25      | 3      | 5       | 1      | -        | -        | 9       | 3      | 39      | 7      |
| Galatasaray SK    | Turska prva liga 2010./11.     | 4       | 0      | 1       | 1      | 0        | 0        | 0       | 0      | 5       | 1      |
| Galatasaray SK    | Ukupno                         | 29      | 3      | 6       | 2      | 0        | 0        | 9       | 3      | 44      | 8      |
| Santos FC         | 2011                           |         |        |         |        |          |          |         |        |         |        |
| Santos FC         | Ukupno                         | -       | -      | -       | -      | -        | -        | -       | -      | -       | -      |
| Ukupno u karijeri | Ukupno u karijeri              | 269     | 65     | 13      | 3      | 3        | 1        | 44      | 12     | 329     | 81     |

### Međunarodne utakmice
| Gol | Datum               | Mjesto                                         | Protivnik        | Pogodak za | Kon. rezultat | Natjecanje            |
| --- | ------------------- | ---------------------------------------------- | ---------------- | ---------- | ------------- | --------------------- |
| 1.  | 3 rujna 2006        | Emirates, London, Engleska                     | Argentina        | 1 : 0      | 3 : 0         | prijateljska utakmica |
| 2.  | 3. rujna 2006.      | Emirates, London, Engleska                     | Argentina        | 2 : 0      | 3 : 0         | prijateljska utakmica |
| 3.  | 9. rujna 2007.      | Soldier Field, Chicago, SAD                    | SAD              | 4 : 2      | 4 : 2         | prijateljska utakmica |
| 4.  | 17. listopada 2007. | Maracanã, Rio de Janeiro, Brazil               | Ekvador          | 5 : 0      | 5 : 0         | CONMEBOL              |
| 5.  | 19. studenog 2008.  | Bezerrão, Brazil                               | Portugal         | 5 : 2      | 6 : 2         | prijateljska utakmica |
| 6.  | 10. veljače 2009.   | Emirates, London, Engleska                     | Italija          | 1 : 0      | 2 : 0         | prijateljska utakmica |
| 7.  | 2. lipnja 2010.     | National Sports Stadium, Harare, Zimbabve      | Zimbabve         | 3 : 0      | 3 : 0         | prijateljska utakmica |
| 8.  | 15. lipnja 2010     | Ellis Park Stadium, Johannesburg, Južna Afrika | Sjeverna Koreja  | 2 : 0      | 2 : 1         | SP 2010.              |
| 9.  | 20. lipnja 2010.    | Soccer City, Johannesburg, Južna Afrika        | Obala Bjelokosti | 3 : 0      | 3 : 1         | SP 2010.              |